# Violaine Guérin
Violaine Guérin est une endocrinologue et gynécologue française. Elle est principalement connue pour sa lutte contre les violences sexuelles et avoir contribué à la désinformation sur la pandémie de Covid-19.  

## Biographie
Violaine Guérin née le 5 février 1960 à Suresnes étudie la médecine à l'Hôpital Necker-Enfants malades. 
Gynécologue, son intérêt pour l’immunologie la conduit à s’intéresser aux mécanismes de l’auto-immunité.

### Lutte contre les violences sexuelles
Violaine Guérin est sensibilisée aux violences sexuelles à la suite d'agressions perpétrées sur des garçons de sa famille, par un prédateur extérieur.
Gynécologue de formation, Violaine Guérin écoute le témoignage de ses patientes évoquant des violences sexuelles. Elle décide d'y publier un livre intitulé Stop aux violences sexuelles ! Écoutons donc ces corps qui parlent !. A travers cet ouvrage, elle interpelle le lecteur sur le sens caché des maladies : « le corps parle et nombre de ses expressions ne sont que mémoires du passé ».
Elle s'engage également dans le secteur associatif en créant l'association Stop aux violences sexuelles pour alerter les politiques, les juristes, les médecins et le grand public et à dénoncer le faible suivi des délinquants sexuels, car, dit-elle, « Le suivi des inscrits au fichier des délinquants sexuels se limite à un coup de tampon ». Elle crée une autre association Active ton potentiel afin d'aider les femmes victimes de violences sexuelles à se réparer grâce au sport dont l'escrime pour conduire des ateliers thérapeutiques,. 
Elle intervient également lors de la polémique lancée par Brigitte Lahaie lors de son débat sur BFM TV avec son « On peut jouir lors d'un viol, je vous signale »  le 10 janvier 2018 qui dégénère en lynchage social l'amenant à présenter ses excuses. Paris Match  ouvre une tribune à Violaine Guérin pour recadrer le débat, où elle conclut que  « Que ce soit clair pour tous : après une thérapie bien conduite, c’est-à-dire ayant amené à une guérison totale, Jamais aucune personne victime ne validera avoir eu du plaisir après un viol. » et où elle rappelle que le premier argument d'un violeur consiste à affirmer que sa victime a éprouvé du plaisir alors qu'il l'a emprisonnée dans un jeu de rôle sous son contrôle. Violaine Guérin affirme que le corps a des automatismes incontrôlables, qui peuvent être interprétés de façon ambiguë sous la forme de réactions physiques.

### Défense de la théorie de l'amnésie traumatique
Lors de la séance du Sénat du 13 octobre 2016, Violaine Guérin est auditionnée en tant que spécialiste de l’amnésie traumatique. Selon la théorie quelle défend,  « en cas de violences sexuelles, des mécanismes de protection neuroendocriniens peuvent se mettre en place. Il s’agit, dans ce cas, d’une véritable amnésie et non pas de souvenirs refoulés. Grâce aux IRM, on voit que des lésions neurologiques existent. Elles peuvent même apparaître clairement. Mais le corps est comme un disque dur, rien n’est effacé ». » D'autres praticiens s'opposent toutefois à cette théorie et lui préfèrent la « théorie du syndrome de la fausse mémoire ». L'amnésie traumatique est cependant étudiée depuis les années 70  à cause du syndrome de stress post-traumatique observé chez les vétérans du Vietnam. Mais très vite le lien se fait sur des situations similaires observées chez des victimes de viols. Selon les études de Linda Meyer Williams en 1994, Widom en 1996 et IVSEA, 2015, jusque 40% des victimes de viol peuvent souffrir d'amnésie totale et jusque 60% d'amnésie partielle.
Violaine Guérin soutient l'hypothèse que les victimes d’agressions sexuelles ou de viols ont par la suite une augmentation très élevée des pathologies dans la sphère gynécologique comme des fibromes de l’utérus, le cancer du col de l’utérus,. Des études sont actuellement effectuées pour séparer ce qui est du domaine physiologique et lié à la cicatrisation des lésions dues à l'agression, des parties psychosomatiques qui peuvent entraver la guérison ou générer des troubles ultérieurs. À noter que les états de stress peuvent générer également une crispation corporelle qui influe sur la vascularisation du corps et donc tant sur la guérison que la santé future.

### Positions durant la crise du lévothyrox
En 2015-2016, la composition du lévothyrox est modifiée à la demande l'Agence nationale de Sécurité du Médicament (ANSM). Cette modification porte sur une meilleure stabilité des composants actifs destiné à lutter contre les hypothyroïdies. L'opération est un succès du point de vue galénique mais engendre de nombreuses plaintes quant aux effets secondaires. Violaine Guérin intervient sur cette problématique pour rassurer les patients et proposer de réviser les prises et le dosage de ce médicament en arguant que la posologie de ce médicament étant très étroite, les troubles sont liés à la modification de l'excipient qui avait été mal évaluée en termes d'impact,.

### Collectif «Laissons les médecins prescrire»
En 2020, durant la pandémie de Covid-19 et à la suite d'études observationnelles contestées , sur les effets de l'hydroxychloroquine, menées en Chine puis à l'IHU de Marseille  par le microbiologiste Didier Raoult, le gouvernement émet le 23 mars un décret restreignant la possibilité de prescrire « en ville » (hors des hôpitaux) cette molécule aux malades de la Covid-19.  . 
Violaine Guérin participe alors au lancement du collectif « #COVID19-laissons les médecins prescrire », regroupant 1 200 praticiens qui émettent dans un rapport public le souhait que les restrictions de la prescription de l'hydroxychloroquine soient levées. Le collectif publie dans le même temps les résultats d'une étude rétrospective portant sur 88 personnes, principalement des médecins et leurs proches. Selon leur analyse des résultats de l'étude (co-écrite par huit membres du collectif, dont Guérin), la prescription de la molécule doit se faire de façon précoce et par les médecins en cabinet libéral, confortant la thèse de Didier Raoult.
À la suite de la publication de l'étude dans la revue Asian Journal of Medicine and Health mi-juillet, l'Institut Pierre-Louis d’Épidémiologie et de Santé Publique (iPLesp) — dont l'un des huit auteurs de l'étude est membre — réfute « la méthodologie et les conclusions du manuscrit », s'interrogeant également sur le « statut réglementaire de l'étude ». D'autres critiques visent la revue, dont le sérieux est remis en cause. Guérin, première auteure de l'étude, déclare avoir soumis l'étude à plusieurs revues, dont cette revue, qu'elle avait proposée à ses co-auteurs ; Martine Wonner, co-autrice et député LREM, dit avoir autant confiance dans cette revue que dans The Lancet, également touché durant la pandémie par le scandale d'une étude faussée.
Afin de montrer la mauvaise qualité et le caractère de revue prédatrice de l'Asian Journal of Medicine and Health, des chercheurs français et suisses soumettent en août un article loufoque, qui sera accepté et publié sur le site de la revue puis rétracté par celle-ci,. 
En novembre 2020, Violaine Guérin figure parmi les personnalités interviewées par le documentaire complotiste Hold Up. Elle déclare « On a interdit les autopsies à cause d'une instruction de l'OMS ». Cette déclaration est par la suite considéré comme une désinformation compte tenu qu'il ne s'agit pas d'une interdiction mais d'une recommandation de l'OMS qui préconise que les autopsies doivent être effectuées avec des mesures de sécurité,.

## Publications (sélection)

### Sur les violences sexuelles
Ouvrages
- Pédophiles et autres auteurs d’agressions sexuelles : pourquoi ? comment ? comment soigner ?, Paris, France, Tanemirt éditions, 2016, 262 p. (ISBN 978-2-9540444-3-9)
- Comment guérir après des violences sexuelles ?, Paris, France, Tanemirt éditions, 2014, 231 p. (ISBN 978-2-9540444-1-5)
- Stop aux violences sexuelles ! : écoutons donc ces corps qui parlent !, Paris, France, Tanemirt éditions, 2011, 132 p. (ISBN 978-2-9540444-0-8)

Articles
La sélection est celle proposée sur le Forum Européen de Bioéthique :
- (en) Jean-Louis Thomas, Violaine Guérin, Pierre Lévy, Maria Carette, Nathalie Regensberg de Andreis et Philippe Lacrosse, « The Impact of a History of Sexual Abuse on Health: Data from a Self-Reported Questionnaire from a Sample of French Victims », Journal of General Practice, vol. 5,‎ janvier 2017 (ISSN 2329-9126, DOI 10.4172/2329-9126.1000340, lire en ligne, consulté le 1er août 2020).
- Guérin V, Regensberg de Andreis N : « Prise en charge thérapeutique des auteurs d’agressions sexuelles ayant été victimes dans leur enfance », Congrès International Francophone sur l’Agression Sexuelle, 2017, Montréal, Canada
- Meyer V, Guérin V, Regensberg N et al. : « Atelier thérapeutique escrime dans un parcours de soin d’auteurs d’agressions sexuelles ». International Congress of Applied Psychology, 2017

### Sur la néphrologie
- Anti-glomerular-basement-membrane disease after lithotripsy, The Lancet, 7 avril 1990, Vol 335 page 857

## Presse
- L'Obs Le plus: section Témoins, Experts, Opinions : 2 articles en 2015 et 2016

Viol conjugal : pourquoi un tel silence ? 3 raisons qui empêchent les victimes d'agir
Violences sexuelles : oui, on peut guérir après un viol, à plusieurs conditions